# Зульца
Зульца (нім. Sulza) — громада в Німеччині, розташована в землі Тюрингія. Входить до складу району Заале-Гольцланд. Складова частина об'єднання громад Зюдліхес-Заалеталь.
Площа — 3,96 км2. Населення становить 267 ос. (станом на 31 грудня 2021).